# Gilles Maignan
Gilles Maignan es un antiguo ciclista francés nacido el 30 de julio de 1968 en Argenteuil.

## Biografía
Gilles Maignan debutó como profesional en el equipo Mutuelle de Seine-et-Marne en 1995. Sus victorias llegaron al final de la década de los noventa ganando dos veces consecutivas el Campeonato de Francia Contrarreloj. Además es hasta la fecha el único corredor francés en haber logrado la victoria en el Tour Down Under.
Puso fin a su carrera deportiva en 2002. En la actualidad trabaja para la Amaury Sport Organisation.

## Palmarés
1998
- Campeonato de Francia Contrarreloj
- 1 etapa del Tour de Limousin

1999
- Campeonato de Francia Contrarreloj
- 1 etapa del Gran Premio de Midi Libre
- 1 etapa del Circuit des Mines

2000
- Tour Down Under
- 1 etapa del Tour de Poitou-Charentes

2001
- À travers le Morbihan

## Resultados en las grandes vueltas
| Carrera         | 1995 | 1996 | 1997 | 1998 | 1999 | 2000 | 2001  |
| --------------- | ---- | ---- | ---- | ---- | ---- | ---- | ----- |
| Giro de Italia  | -    | -    | -    | -    | -    | -    | -     |
| Tour de Francia | -    | -    | Ab.  | -    | 82.º | 81.º | 121.º |
| Vuelta a España | -    | -    | -    | -    | -    | -    | -     |